# Christendemocratische Partij (El Salvador)
De Christendemocratische Partij (Spaans: Partido Demócrata Cristiano, PDC) is een christendemocratische politieke partij in El Salvador.
De PDC was in de jaren 60 en 70 een van de grootste partijen in El Salvador, en hield een centrumlinkse positie ten opzichte van de centrumrechtse Partij van Nationale Verzoening (PCN). Tegenwoordig is het echter een van de kleinere partijen, met 6,8% van de stemmen in 2006, en staat het in het centrum tussen de Nationalistische Republikeinse Alliantie (ARENA) en Front Farabundo Martí voor Nationale Bevrijding (FMLN). Daar geen van de grote partijen echter een meerderheid in de Wetgevende Assemblee heeft, is de PDC wegens haar middenpositie nog altijd een macht van betekenis. In 2011 veranderde de PDC haar naam in Partido de la Esparanza, oftewel Partij van de Hoop. 